# Familia Lincoln
La familia Lincoln incluye todos los  descendientes de Abraham Lincoln y Mary Todd Lincoln.
Hay diez descendientes conocidos de Lincoln. Se cree que la familia se extinguió desde que su último descendiente indiscutible, Robert Todd Lincoln Beckwith, murió el 24 de diciembre de 1985, sin hijos. Se rumorea que puede haber más descendientes vivos, pero los académicos no están de acuerdo en la legitimidad de estas afirmaciones. Sin embargo, La familia Lincoln podría tener otros parientes sobrevivientes quienes compartirían antepasados comunes con el expresidente. Dos ejemplos serían Ben Miller, quién después de buscar ha encontrado un enlace genealógico con los Lincoln, y Tom Hanks, quien aparentemente también es pariente de Abraham Lincoln.

### Árbol genealógico de la familia Lincoln
|  |  |                                  |                                  |                                  |                                  |                                  |                                  |  |  | John Lincoln (1716–1788)             | John Lincoln (1716–1788)             | John Lincoln (1716–1788)             | John Lincoln (1716–1788)             | John Lincoln (1716–1788)             | John Lincoln (1716–1788)             |  |  |                                   |                                   |                                   |                                   | Rebecca Flowers (1720–1806)       | Rebecca Flowers (1720–1806)       | Rebecca Flowers (1720–1806)   | Rebecca Flowers (1720–1806)   | Rebecca Flowers (1720–1806)              | Rebecca Flowers (1720–1806)              |                                          |                                          |                                          |                                          |  |  |                                     |                                     |                                     |                                     |                                     |                                     |  |  |
|  |  |                                  |                                  |                                  |                                  |                                  |                                  |  |  | John Lincoln (1716–1788)             | John Lincoln (1716–1788)             | John Lincoln (1716–1788)             | John Lincoln (1716–1788)             | John Lincoln (1716–1788)             | John Lincoln (1716–1788)             |  |  |                                   |                                   |                                   |                                   | Rebecca Flowers (1720–1806)       | Rebecca Flowers (1720–1806)       | Rebecca Flowers (1720–1806)   | Rebecca Flowers (1720–1806)   | Rebecca Flowers (1720–1806)              | Rebecca Flowers (1720–1806)              |                                          |                                          |                                          |                                          |  |  |                                     |                                     |                                     |                                     |                                     |                                     |  |  |
|  |  |                                  |                                  |                                  |                                  |                                  |                                  |  |  |                                      |                                      |                                      |                                      |                                      |                                      |  |  |                                   |                                   |                                   |                                   |                                   |                                   |                               |                               |                                          |                                          |                                          |                                          |                                          |                                          |  |  |                                     |                                     |                                     |                                     |                                     |                                     |  |  |
|  |  |                                  |                                  |                                  |                                  |                                  |                                  |  |  |                                      |                                      |                                      |                                      |                                      |                                      |  |  |                                   |                                   |                                   |                                   |                                   |                                   |                               |                               |                                          |                                          |                                          |                                          |                                          |                                          |  |  |                                     |                                     |                                     |                                     |                                     |                                     |  |  |
|  |  |                                  |                                  |                                  |                                  |                                  |                                  |  |  | Abraham Lincoln (1744–1786)          | Abraham Lincoln (1744–1786)          | Abraham Lincoln (1744–1786)          | Abraham Lincoln (1744–1786)          | Abraham Lincoln (1744–1786)          | Abraham Lincoln (1744–1786)          |  |  |                                   |                                   |                                   |                                   | Bathsheba Herring (1750–1836)     | Bathsheba Herring (1750–1836)     | Bathsheba Herring (1750–1836) | Bathsheba Herring (1750–1836) | Bathsheba Herring (1750–1836)            | Bathsheba Herring (1750–1836)            |                                          |                                          |                                          |                                          |  |  |                                     |                                     |                                     |                                     |                                     |                                     |  |  |
|  |  |                                  |                                  |                                  |                                  |                                  |                                  |  |  | Abraham Lincoln (1744–1786)          | Abraham Lincoln (1744–1786)          | Abraham Lincoln (1744–1786)          | Abraham Lincoln (1744–1786)          | Abraham Lincoln (1744–1786)          | Abraham Lincoln (1744–1786)          |  |  |                                   |                                   |                                   |                                   | Bathsheba Herring (1750–1836)     | Bathsheba Herring (1750–1836)     | Bathsheba Herring (1750–1836) | Bathsheba Herring (1750–1836) | Bathsheba Herring (1750–1836)            | Bathsheba Herring (1750–1836)            |                                          |                                          |                                          |                                          |  |  |                                     |                                     |                                     |                                     |                                     |                                     |  |  |
|  |  |                                  |                                  |                                  |                                  |                                  |                                  |  |  |                                      |                                      |                                      |                                      |                                      |                                      |  |  |                                   |                                   |                                   |                                   |                                   |                                   |                               |                               |                                          |                                          |                                          |                                          |                                          |                                          |  |  |                                     |                                     |                                     |                                     |                                     |                                     |  |  |
|  |  |                                  |                                  |                                  |                                  |                                  |                                  |  |  |                                      |                                      |                                      |                                      |                                      |                                      |  |  |                                   |                                   |                                   |                                   |                                   |                                   |                               |                               |                                          |                                          |                                          |                                          |                                          |                                          |  |  |                                     |                                     |                                     |                                     |                                     |                                     |  |  |
|  |  |                                  |                                  |                                  |                                  |                                  |                                  |  |  | Thomas Lincoln (1778–1851)           | Thomas Lincoln (1778–1851)           | Thomas Lincoln (1778–1851)           | Thomas Lincoln (1778–1851)           | Thomas Lincoln (1778–1851)           | Thomas Lincoln (1778–1851)           |  |  |                                   |                                   |                                   |                                   | Nancy Hanks (1784–1818)           | Nancy Hanks (1784–1818)           | Nancy Hanks (1784–1818)       | Nancy Hanks (1784–1818)       | Nancy Hanks (1784–1818)                  | Nancy Hanks (1784–1818)                  |                                          |                                          |                                          |                                          |  |  |                                     |                                     |                                     |                                     |                                     |                                     |  |  |
|  |  |                                  |                                  |                                  |                                  |                                  |                                  |  |  | Thomas Lincoln (1778–1851)           | Thomas Lincoln (1778–1851)           | Thomas Lincoln (1778–1851)           | Thomas Lincoln (1778–1851)           | Thomas Lincoln (1778–1851)           | Thomas Lincoln (1778–1851)           |  |  |                                   |                                   |                                   |                                   | Nancy Hanks (1784–1818)           | Nancy Hanks (1784–1818)           | Nancy Hanks (1784–1818)       | Nancy Hanks (1784–1818)       | Nancy Hanks (1784–1818)                  | Nancy Hanks (1784–1818)                  |                                          |                                          |                                          |                                          |  |  |                                     |                                     |                                     |                                     |                                     |                                     |  |  |
|  |  |                                  |                                  |                                  |                                  |                                  |                                  |  |  |                                      |                                      |                                      |                                      |                                      |                                      |  |  |                                   |                                   |                                   |                                   |                                   |                                   |                               |                               |                                          |                                          |                                          |                                          |                                          |                                          |  |  |                                     |                                     |                                     |                                     |                                     |                                     |  |  |
|  |  |                                  |                                  |                                  |                                  |                                  |                                  |  |  |                                      |                                      |                                      |                                      |                                      |                                      |  |  |                                   |                                   |                                   |                                   |                                   |                                   |                               |                               |                                          |                                          |                                          |                                          |                                          |                                          |  |  |                                     |                                     |                                     |                                     |                                     |                                     |  |  |
|  |  | Abraham Lincoln (1809–1865)      | Abraham Lincoln (1809–1865)      | Abraham Lincoln (1809–1865)      | Abraham Lincoln (1809–1865)      | Abraham Lincoln (1809–1865)      | Abraham Lincoln (1809–1865)      |  |  | Mary Todd Lincoln (1818–1882)        | Mary Todd Lincoln (1818–1882)        | Mary Todd Lincoln (1818–1882)        | Mary Todd Lincoln (1818–1882)        | Mary Todd Lincoln (1818–1882)        | Mary Todd Lincoln (1818–1882)        |  |  | Sarah Lincoln Grigsby (1807–1828) | Sarah Lincoln Grigsby (1807–1828) | Sarah Lincoln Grigsby (1807–1828) | Sarah Lincoln Grigsby (1807–1828) | Sarah Lincoln Grigsby (1807–1828) | Sarah Lincoln Grigsby (1807–1828) |                               |                               | Aaron Grigsby (1801–1831)                | Aaron Grigsby (1801–1831)                | Aaron Grigsby (1801–1831)                | Aaron Grigsby (1801–1831)                | Aaron Grigsby (1801–1831)                | Aaron Grigsby (1801–1831)                |  |  | Thomas Lincoln (1812–1812)          | Thomas Lincoln (1812–1812)          | Thomas Lincoln (1812–1812)          | Thomas Lincoln (1812–1812)          | Thomas Lincoln (1812–1812)          | Thomas Lincoln (1812–1812)          |  |  |
|  |  | Abraham Lincoln (1809–1865)      | Abraham Lincoln (1809–1865)      | Abraham Lincoln (1809–1865)      | Abraham Lincoln (1809–1865)      | Abraham Lincoln (1809–1865)      | Abraham Lincoln (1809–1865)      |  |  | Mary Todd Lincoln (1818–1882)        | Mary Todd Lincoln (1818–1882)        | Mary Todd Lincoln (1818–1882)        | Mary Todd Lincoln (1818–1882)        | Mary Todd Lincoln (1818–1882)        | Mary Todd Lincoln (1818–1882)        |  |  | Sarah Lincoln Grigsby (1807–1828) | Sarah Lincoln Grigsby (1807–1828) | Sarah Lincoln Grigsby (1807–1828) | Sarah Lincoln Grigsby (1807–1828) | Sarah Lincoln Grigsby (1807–1828) | Sarah Lincoln Grigsby (1807–1828) |                               |                               | Aaron Grigsby (1801–1831)                | Aaron Grigsby (1801–1831)                | Aaron Grigsby (1801–1831)                | Aaron Grigsby (1801–1831)                | Aaron Grigsby (1801–1831)                | Aaron Grigsby (1801–1831)                |  |  | Thomas Lincoln (1812–1812)          | Thomas Lincoln (1812–1812)          | Thomas Lincoln (1812–1812)          | Thomas Lincoln (1812–1812)          | Thomas Lincoln (1812–1812)          | Thomas Lincoln (1812–1812)          |  |  |
|  |  |                                  |                                  |                                  |                                  |                                  |                                  |  |  |                                      |                                      |                                      |                                      |                                      |                                      |  |  |                                   |                                   |                                   |                                   |                                   |                                   |                               |                               |                                          |                                          |                                          |                                          |                                          |                                          |  |  |                                     |                                     |                                     |                                     |                                     |                                     |  |  |
|  |  |                                  |                                  |                                  |                                  |                                  |                                  |  |  |                                      |                                      |                                      |                                      |                                      |                                      |  |  |                                   |                                   |                                   |                                   |                                   |                                   |                               |                               |                                          |                                          |                                          |                                          |                                          |                                          |  |  |                                     |                                     |                                     |                                     |                                     |                                     |  |  |
|  |  | Robert Todd Lincoln (1843–1926)  | Robert Todd Lincoln (1843–1926)  | Robert Todd Lincoln (1843–1926)  | Robert Todd Lincoln (1843–1926)  | Robert Todd Lincoln (1843–1926)  | Robert Todd Lincoln (1843–1926)  |  |  | Mary Eunice Harlan (1846–1937)       | Mary Eunice Harlan (1846–1937)       | Mary Eunice Harlan (1846–1937)       | Mary Eunice Harlan (1846–1937)       | Mary Eunice Harlan (1846–1937)       | Mary Eunice Harlan (1846–1937)       |  |  | Edward Baker Lincoln (1846–1850)  | Edward Baker Lincoln (1846–1850)  | Edward Baker Lincoln (1846–1850)  | Edward Baker Lincoln (1846–1850)  | Edward Baker Lincoln (1846–1850)  | Edward Baker Lincoln (1846–1850)  |                               |                               | William Wallace Lincoln (1850–1862)      | William Wallace Lincoln (1850–1862)      | William Wallace Lincoln (1850–1862)      | William Wallace Lincoln (1850–1862)      | William Wallace Lincoln (1850–1862)      | William Wallace Lincoln (1850–1862)      |  |  | Tad Lincoln (1853–1871)             | Tad Lincoln (1853–1871)             | Tad Lincoln (1853–1871)             | Tad Lincoln (1853–1871)             | Tad Lincoln (1853–1871)             | Tad Lincoln (1853–1871)             |  |  |
|  |  | Robert Todd Lincoln (1843–1926)  | Robert Todd Lincoln (1843–1926)  | Robert Todd Lincoln (1843–1926)  | Robert Todd Lincoln (1843–1926)  | Robert Todd Lincoln (1843–1926)  | Robert Todd Lincoln (1843–1926)  |  |  | Mary Eunice Harlan (1846–1937)       | Mary Eunice Harlan (1846–1937)       | Mary Eunice Harlan (1846–1937)       | Mary Eunice Harlan (1846–1937)       | Mary Eunice Harlan (1846–1937)       | Mary Eunice Harlan (1846–1937)       |  |  | Edward Baker Lincoln (1846–1850)  | Edward Baker Lincoln (1846–1850)  | Edward Baker Lincoln (1846–1850)  | Edward Baker Lincoln (1846–1850)  | Edward Baker Lincoln (1846–1850)  | Edward Baker Lincoln (1846–1850)  |                               |                               | William Wallace Lincoln (1850–1862)      | William Wallace Lincoln (1850–1862)      | William Wallace Lincoln (1850–1862)      | William Wallace Lincoln (1850–1862)      | William Wallace Lincoln (1850–1862)      | William Wallace Lincoln (1850–1862)      |  |  | Tad Lincoln (1853–1871)             | Tad Lincoln (1853–1871)             | Tad Lincoln (1853–1871)             | Tad Lincoln (1853–1871)             | Tad Lincoln (1853–1871)             | Tad Lincoln (1853–1871)             |  |  |
|  |  |                                  |                                  |                                  |                                  |                                  |                                  |  |  |                                      |                                      |                                      |                                      |                                      |                                      |  |  |                                   |                                   |                                   |                                   |                                   |                                   |                               |                               |                                          |                                          |                                          |                                          |                                          |                                          |  |  |                                     |                                     |                                     |                                     |                                     |                                     |  |  |
|  |  |                                  |                                  |                                  |                                  |                                  |                                  |  |  |                                      |                                      |                                      |                                      |                                      |                                      |  |  |                                   |                                   |                                   |                                   |                                   |                                   |                               |                               |                                          |                                          |                                          |                                          |                                          |                                          |  |  |                                     |                                     |                                     |                                     |                                     |                                     |  |  |
|  |  | Mary "Mamie" Lincoln (1869–1938) | Mary "Mamie" Lincoln (1869–1938) | Mary "Mamie" Lincoln (1869–1938) | Mary "Mamie" Lincoln (1869–1938) | Mary "Mamie" Lincoln (1869–1938) | Mary "Mamie" Lincoln (1869–1938) |  |  | Charles Bradford Isham (Muerte 1918) | Charles Bradford Isham (Muerte 1918) | Charles Bradford Isham (Muerte 1918) | Charles Bradford Isham (Muerte 1918) | Charles Bradford Isham (Muerte 1918) | Charles Bradford Isham (Muerte 1918) |  |  | Abraham Lincoln II (1873–1890)    | Abraham Lincoln II (1873–1890)    | Abraham Lincoln II (1873–1890)    | Abraham Lincoln II (1873–1890)    | Abraham Lincoln II (1873–1890)    | Abraham Lincoln II (1873–1890)    |                               |                               | Jessie Harlan Lincoln (1875–1948)        | Jessie Harlan Lincoln (1875–1948)        | Jessie Harlan Lincoln (1875–1948)        | Jessie Harlan Lincoln (1875–1948)        | Jessie Harlan Lincoln (1875–1948)        | Jessie Harlan Lincoln (1875–1948)        |  |  | Warren Wallace Beckwith (1874–1955) | Warren Wallace Beckwith (1874–1955) | Warren Wallace Beckwith (1874–1955) | Warren Wallace Beckwith (1874–1955) | Warren Wallace Beckwith (1874–1955) | Warren Wallace Beckwith (1874–1955) |  |  |
|  |  | Mary "Mamie" Lincoln (1869–1938) | Mary "Mamie" Lincoln (1869–1938) | Mary "Mamie" Lincoln (1869–1938) | Mary "Mamie" Lincoln (1869–1938) | Mary "Mamie" Lincoln (1869–1938) | Mary "Mamie" Lincoln (1869–1938) |  |  | Charles Bradford Isham (Muerte 1918) | Charles Bradford Isham (Muerte 1918) | Charles Bradford Isham (Muerte 1918) | Charles Bradford Isham (Muerte 1918) | Charles Bradford Isham (Muerte 1918) | Charles Bradford Isham (Muerte 1918) |  |  | Abraham Lincoln II (1873–1890)    | Abraham Lincoln II (1873–1890)    | Abraham Lincoln II (1873–1890)    | Abraham Lincoln II (1873–1890)    | Abraham Lincoln II (1873–1890)    | Abraham Lincoln II (1873–1890)    |                               |                               | Jessie Harlan Lincoln (1875–1948)        | Jessie Harlan Lincoln (1875–1948)        | Jessie Harlan Lincoln (1875–1948)        | Jessie Harlan Lincoln (1875–1948)        | Jessie Harlan Lincoln (1875–1948)        | Jessie Harlan Lincoln (1875–1948)        |  |  | Warren Wallace Beckwith (1874–1955) | Warren Wallace Beckwith (1874–1955) | Warren Wallace Beckwith (1874–1955) | Warren Wallace Beckwith (1874–1955) | Warren Wallace Beckwith (1874–1955) | Warren Wallace Beckwith (1874–1955) |  |  |
|  |  |                                  |                                  |                                  |                                  |                                  |                                  |  |  |                                      |                                      |                                      |                                      |                                      |                                      |  |  |                                   |                                   |                                   |                                   |                                   |                                   |                               |                               |                                          |                                          |                                          |                                          |                                          |                                          |  |  |                                     |                                     |                                     |                                     |                                     |                                     |  |  |
|  |  |                                  |                                  |                                  |                                  |                                  |                                  |  |  |                                      |                                      |                                      |                                      |                                      |                                      |  |  |                                   |                                   |                                   |                                   |                                   |                                   |                               |                               |                                          |                                          |                                          |                                          |                                          |                                          |  |  |                                     |                                     |                                     |                                     |                                     |                                     |  |  |
|  |  | Lincoln Isham (1892–1971)        | Lincoln Isham (1892–1971)        | Lincoln Isham (1892–1971)        | Lincoln Isham (1892–1971)        | Lincoln Isham (1892–1971)        | Lincoln Isham (1892–1971)        |  |  | Leahalma Correa (Muerte 1960)        | Leahalma Correa (Muerte 1960)        | Leahalma Correa (Muerte 1960)        | Leahalma Correa (Muerte 1960)        | Leahalma Correa (Muerte 1960)        | Leahalma Correa (Muerte 1960)        |  |  | Mary Lincoln Beckwith (1898–1975) | Mary Lincoln Beckwith (1898–1975) | Mary Lincoln Beckwith (1898–1975) | Mary Lincoln Beckwith (1898–1975) | Mary Lincoln Beckwith (1898–1975) | Mary Lincoln Beckwith (1898–1975) |                               |                               | Robert Todd Lincoln Beckwith (1904–1985) | Robert Todd Lincoln Beckwith (1904–1985) | Robert Todd Lincoln Beckwith (1904–1985) | Robert Todd Lincoln Beckwith (1904–1985) | Robert Todd Lincoln Beckwith (1904–1985) | Robert Todd Lincoln Beckwith (1904–1985) |  |  | Anna Marie Hoffman                  | Anna Marie Hoffman                  | Anna Marie Hoffman                  | Anna Marie Hoffman                  | Anna Marie Hoffman                  | Anna Marie Hoffman                  |  |  |
|  |  | Lincoln Isham (1892–1971)        | Lincoln Isham (1892–1971)        | Lincoln Isham (1892–1971)        | Lincoln Isham (1892–1971)        | Lincoln Isham (1892–1971)        | Lincoln Isham (1892–1971)        |  |  | Leahalma Correa (Muerte 1960)        | Leahalma Correa (Muerte 1960)        | Leahalma Correa (Muerte 1960)        | Leahalma Correa (Muerte 1960)        | Leahalma Correa (Muerte 1960)        | Leahalma Correa (Muerte 1960)        |  |  | Mary Lincoln Beckwith (1898–1975) | Mary Lincoln Beckwith (1898–1975) | Mary Lincoln Beckwith (1898–1975) | Mary Lincoln Beckwith (1898–1975) | Mary Lincoln Beckwith (1898–1975) | Mary Lincoln Beckwith (1898–1975) |                               |                               | Robert Todd Lincoln Beckwith (1904–1985) | Robert Todd Lincoln Beckwith (1904–1985) | Robert Todd Lincoln Beckwith (1904–1985) | Robert Todd Lincoln Beckwith (1904–1985) | Robert Todd Lincoln Beckwith (1904–1985) | Robert Todd Lincoln Beckwith (1904–1985) |  |  | Anna Marie Hoffman                  | Anna Marie Hoffman                  | Anna Marie Hoffman                  | Anna Marie Hoffman                  | Anna Marie Hoffman                  | Anna Marie Hoffman                  |  |  |

### Listado en orden genealógico
─ John Lincoln (1716–1788)

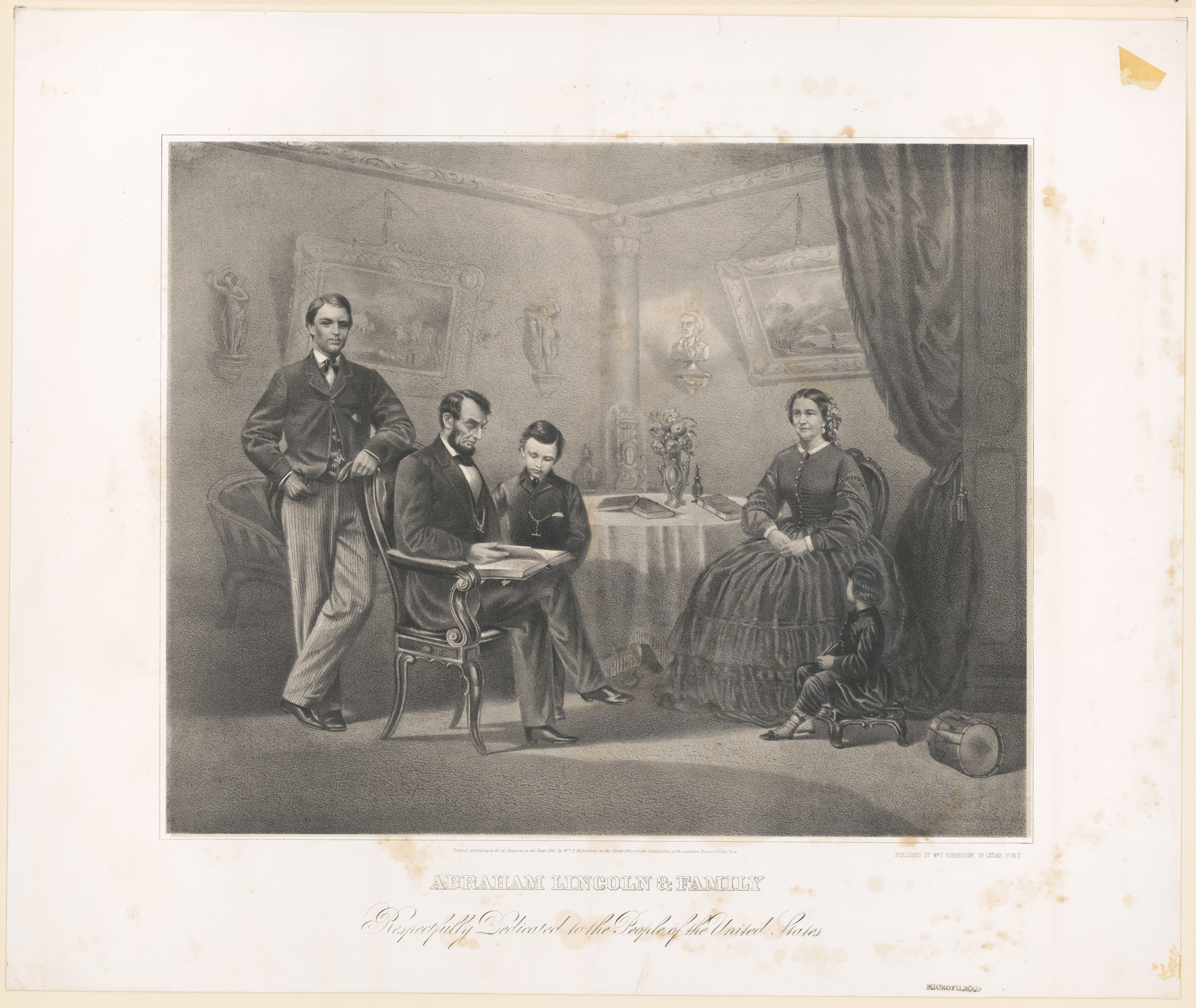
Obra llamada Abraham Lincoln & family, dedicada a los estadounidenses por William C. Robertson, la cual reposa en la Biblioteca del Congreso de Estados Unidos, Washington D. C.

─ Rebecca Gooding Lincoln (1720–1806)

─ Abraham Lincoln (Capitán) (1744–1786)

─ Bathsheba Herring Lincoln (1750–1836)

─ Thomas Lincoln (1778–1851)

─ Nancy Hanks Lincoln (1784–1818)

─ Abraham Lincoln (1809–1865)

─ Mary Todd Lincoln (1818–1882)

─ Sarah Lincoln Grigsby (1807–1828)

─ Aaron Grigsby (1801–1831)

─ Thomas Lincoln, Jr. (1812–1812)

─ Robert Todd Lincoln (1843–1926)

─ Mary Eunice Harlan (1846–1937)

─ Edward Baker Lincoln (1846–1850)

─ William Wallace Lincoln (1850–1862)

─ Thomas "Tad" Lincoln III (1853–1871)

─ Mary "Mamie" Lincoln (1869–1938)

─ Charles Bradford Isham (1853-1918)

─ Abraham Lincoln II (1873–1890)

─ Jessie Harlan Lincoln (1875–1948)

─ Warren Wallace Beckwith (1874–1955)

─ Lincoln Isham (1892–1971)

─ Leahalma "Lea" Correa (1883-1960)

─ Mary Lincoln Beckwith (1898–1975)

─ Robert Todd Lincoln Beckwith (1904–1985)

─ Anna Marie Hoffman.